# مركز سارة السديري الثقافي
مركز سارة السديري الثقافي، هو مركز معني بخدمة المرأة السعودية من خلال توثيق جهودها وإسهاماتها، وتعزيز تفاعلها الاجتماعي والإداري والعلمي والثقافي، وسمي باسم والدة عبد العزيز آل سعود الأميرة سارة بنت أحمد بن محمد السديري استحضاراً لدورها في مساندتها لابنها المؤسس ودعمها له حتى استعاد الرياض.

## الأهداف
يهدف المركز الذي يقع في العاصمة الرياض بالمملكة العربية السعودية ومازال تحت التحضير لإطلاقه ضمن المراكز التابعة لدارة الملك عبد العزيز إلى تطوير قدرات المرأة السعودية في الجوانب الثقافية والعلمية والاجتماعية وتعزيزها، ورصد إنجازاتها وإسهاماتها الحضارية والثقافية ضمن دور الدارة في رصد التاريخ الوطني السعودي وجمع المعلومات عنه.

## أنشطة المركز
- إجراء الأبحاث والدراسات عن المرأة في السعودية.
- عقد ندوات ثقافية وورش.
- إنشاء مكتبة نسائية.
- إنشاء صفحات إلكترونية لخدمة المرأة السعودية.
- تنظيم برامج ودورات متخصصة.
- إصدار مجلة علمية محكمة.
- إقامة المعارض واللقاءات الدورية.
- تقديم الاستشارات العلمية في مجال اختصاص المركز.
- توفير قواعد معلومات لخدمة الباحثين.

## نجاحات المركز
نجح المركز في فتح شراكة دائمة مع قطاع المرأة وباقي القطاعات المعنية بها لتوفير مصادر المعلومات التي تخدم رسالته وأهدافه، وحقق تفاعلاً ملفتاً في هذا الجانب.

## أنظر أيضاَ
- مركز الملك سلمان بن عبدالعزيز للترميم والمحافظة على المواد التاريخية
- مركز التاريخ الرقمي السعودي

## وصلات خارجية
- مركز سارة السديري الثقافي.